# Lasippa arnoldi
Lasippa arnoldi är en fjärilsart som beskrevs av Hans Fruhstorfer 1908. Lasippa arnoldi ingår i släktet Lasippa och familjen praktfjärilar. Inga underarter finns listade i Catalogue of Life.